# Михайлівська сільська рада (Ямпільський район)
| Михайлівська сільська рада — колишній орган місцевого самоврядування у Ямпільському районі Вінницької області з адміністративним центром у с. Михайлівка. Сільській раді підпорядковані населені пункти: - с. Михайлівка |

## Склад ради
Рада складається з 12 депутатів та голови.
Мудрак Вікторія Вікторівна
Радзієвська Катерина Джорджівна
Озаренчук Алина Георгівна
Боднар Людмила Василівна
Метельська Тетяна Василівна
Стратуца Ганна Аклієвна
Чорна Алла Михайлівна
Мельник Олександр Миколайович
Паскар Іван Анатолієвич
Медведчук Вікторія Борисівна
Опренчук Сергій
Ісайко

## Керівний склад сільської ради
| ПІБ                     | Основні відомості                                                             | Дата обрання | Дата звільнення |
| ----------------------- | ----------------------------------------------------------------------------- | ------------ | --------------- |
| Мельник Микола Іванович | Сільський голова, 1951 року народження, освіта, безпартійний                  | 26.03.2006   | 31.10.2010      |
| Мельник Микола Іванович | Сільський голова, 1951 року народження, освіта незакінчена вища, безпартійний | 31.10.2010   |                 |

Примітка: таблиця складена за даними джерела

## Населення
Згідно з переписом УРСР 1989 року чисельність наявного населення села становила 1205 осіб, з яких 466 чоловіків та 739 жінок.
За переписом населення України 2001 року в селі мешкало 1135 осіб.

### Мова
Розподіл населення за рідною мовою за даними перепису 2001 року:
| Мова       | Відсоток |
| ---------- | -------- |
| українська | 96,66 %  |
| молдовська | 1,58 %   |
| російська  | 1,32 %   |
| білоруська | 0,09 %   |
| інші       | 0,35 %   |